# 올리비아 조던
올리비아 조던(Olivia Jordan, 1988년 9월 28일 ~ )은 미국의 미인 대회 우승자, 배우, 모델이다. 2015 미스 USA 우승자이다. 2013 미스 월드, 미스 유니버스 2015 미국 대표 참가자이다.